# Kandelabergraszirpe
Die Kandelabergraszirpe (Arocephalus longiceps)  ist eine Zwergzikade aus der Unterfamilie der Zirpen (Deltocephalinae). Das Art-Epitheton kommt aus dem Lateinischen und setzt sich aus den beiden Begriffen longus für „lang“ und ceps für „köpfig“ zusammen. Der deutsche Trivialname bezieht sich auf den mehrarmigen Armleuchter (auch Kandelaber).

## Merkmale
Die Kandelabergraszirpe hat eine Länge von 3,4–4,2 mm. Die bräunlich gefärbten Zikaden weisen ein weißes Strichmuster auf. Zwischen den Augen verläuft mittig ein schmaler dunkler Längsstrich. Die Flügeladern sind weiß. Die Beine weisen lange Dornen auf.

## Verbreitung
Die Art ist in der Paläarktis heimisch. Sie kommt in Süd-, Mittel- und Osteuropa vor. Ihr Vorkommen reicht von Dänemark im Norden bis in den Mittelmeerraum (Spanien, Sizilien, Griechenland) im Süden. Auf den Britischen Inseln und in Fennoskandinavien fehlt die Art. Im Osten reicht das Vorkommen bis in den Nahen Osten.

## Lebensweise
Den Lebensraum der Zikadenart bilden verschiedene Grasbiotope. Zu den Futterpflanzen der Kandelabergraszirpe zählt das Weiche Honiggras (Holcus mollis) sowie die Aufrechte Trespe (Bromus erectus), beides Vertreter der Süßgräser. Die adulten Zikaden beobachtet man von Mitte Mai bis Mitte Oktober. Die Art bildet gewöhnlich zwei Generationen im Jahr und überwintert als Ei.

## Taxonomie
In der Literatur finden sich folgende Synonyme:
- Jassus longiceps Kirschbaum, 1868
- Jassus longivalvis Kirschbaum, 1868
- Deltocephalus linnei Fieber, 1869